# Biến (khoa học máy tính)
Trong lập trình máy tính, một biến (variable) hay vô hướng (scalar) là một vị trí lưu trữ gắn liền với một tên tượng trưng (định danh) liên quan, chứa một số lượng thông tin được biết đến hay chưa được biết đến mà gọi là giá trị. Tên biến là cách thường dùng để tham chiếu đến giá trị được lưu trữ; việc tách rời tên và nội dung cho phép tên được dùng độc lập với thông tin chính xác mà nó đại diện. Định danh trong mã nguồn máy tính có thể bị ràng buộc tới một giá trị trong suốt thời gian chạy, và giá trị của biến có thể thay đổi trong quá trình thực thi chương trình.
Biến trong lập trình có thể không trực tiếp tương ứng với khái niệm biến trong toán học. Giá trị của một biến máy tính không nhất thiết phải là một phần của phương trình hay công thức như trong toán học.